# محمدهادی شفیعی‌ها
محمدهادی شفیعیها، (۱۲۹۸–۱۳۸۵) ریاضی‌دان و مترجم ایرانی بود.

## زندگینامه
محمدهادی شفیعیها در اواخر سال ۱۲۹۸ خورشیدی در قزوین به دنیا آمد و در اسفندماه ۱۳۸۵ دار فانی را ترک نمود. تحصیلات مکتبخانه‌ای، دبستانی و دبیرستانی را در زادگاه خود به اتمام رسانید و در سال ۱۳۱۸ به دریافت دیپلم ریاضی نایل گردید. در همان سال در دانشسرای عالی تهران (رشته ریاضیات) ثبت نام کرد و پس از دریافت لیسانس، برای تدریس در دبیرستانها، به اهواز اعزام شد (سال ۱۳۲۱). پس از دو سال تدریس در دبیرستان شاهپور و دانشسراهای دخترانه و پسرانه اهواز، به سرپرستی اداره آموزش و پرورش مسجد سلیمان و سپس سرپرستی آموزش و پرورش قم منصوب گردید. در سال ۱۳۲۶ به تهران منتقل و دبیری ریاضیات دبیرستانهای البرز، مروی، شاهدخت و قریب را عهده‌دار شد.
او در سال ۱۳۳۴ به دانشکده فنی دانشگاه تهران منتقل و به تدریس پرداخت. در سال ۱۳۳۹ برای ادامه تحصیل به دانشگاه کمبریج انگلستان اعزام شد و پس از مراجعت، در دانشگاه‌های آریامهر (صنعتی شریف)، تهران، پلی تکنیک (امیر کبیر)، دانشگاه ملی (شهید بهشتی) و پست و تلگراف به تدریس ادامه داد. البته کار رسمی نامبرده در تمام سالهای اشتغال، در دانشکده فنی دانشگاه تهران بوده است. چندین دوره مسوول برگزاری امتحانات ورودی دانشکده فنی دانشگاه تهران بود و مدتی نیز معاون آموزشی و پژوهشی آن دانشکده بود.
دکتر شفیعیها در فروردین ۱۳۶۱، سال تعطیلی دانشگاه‌ها (انقلاب فرهنگی)، به تقاضای خود باز نشسته شد و از آن تاریخ تا بهمن ماه ۱۳۸۵ در مرکز نشر دانشگاهی در مقام ویراستاری و سرپرستی بخش ریاضی مشغول به کار بود. نامبرده متجاوز از ۵۰ جلد کتابهای ریاضی دانشگاهی را که توسط استادان دانشگاه‌های کشور تألیف یا ترجمه شده است، ویرایش کرده است.
او با زبانهای فرانسوی، انگلیسی، روسی و اندکی آلمانی آشنایی داشت. علایق و سرگرمی‌های او کوهنوردی، اسکی، شنا و موسیقی بود. در کوهنوردی قسمت اعظم کوه‌های ایران را مانند: دماوند، دنا، سهند و سبلان، تخت سلیمان و زردکوه بختیاری زیر پا گذاشته بود. شناگری ورزیده بود و در عبور از کانال مانش با شنا شرکت کرده بود.

## آثار

### تألیف
- تانسورها و هندسه ریمانی. انتشارات دانشگاه تهران.
- اصول خطکش محاسبه.
- مسایل هندسه تحلیلی و محاسبات ماتریسی.

### ترجمه
- هدف ادبیات، ماکسیم گورکی.
- پدران و فرزندان، تورگنیف.
- آنها که وقتی آدمی بودند، ماکسیم گورکی.
- در آستانه فردا، تورگنیف.
- رودین، تورگنیف.
- آسیه و عشق نخستین، تورگنیف.
- موسیقی افلاک، برونفسکی، انتشارات دانشگاه آزادایران.
- حساب انتگرال، ادواردز.
- تبدیلات هندسی، یاگلوم.
- تاریخ هندسه، ایوز.
- از ریاضیات چه می‌دانیم؟، سویر، انتشارات علمی فرهنگی.
- اصول اقلیدس، اقلیدس ـ ازهیث.
- هندسه‌های اقلیدسی و نااقلیدسی با تغییرات و اضافات جدید، ماروین جی گرین برگ، نشر دانشگاهی.

دکتر شفیعیها در تهیه مقاله‌های دائرةالمعارف فارسی با دکتر غلامحسین مصاحب هم‌کاری داشته است. هم‌چنین در تهیه مقاله‌های زندگینامه علمی دانشوران و مقاله‌های دائرةالمعارف ریاضی با استاد احمد بیرشک همکاری داشته است. مقاله‌هایی نیز در مجله نشر ریاضی مرکز نشر دانشگاهی دارد.